# فردریک تریبل
فردریک تریبل (فرانسوی: Frédéric Triebel‎؛ زادهٔ ۲۰ نوامبر ۱۹۵۴) پزشک خون‌شناس، دانشمند و ایمنی‌شناس اهل فرانسه است.

شهرت او به واسطهٔ کشف LAG3 و مکانیسم‌های تنظیمی وابسته به آن در دستگاه ایمنی بدن انسان است.